# Moe Szyslak
Maurice Lester Szyslak, más conocido como Moe Szyslak, es un personaje de ficción de la serie animada televisiva Los Simpson, propietario de la Taberna de Moe. La voz original es de Hank Azaria, y apareció por primera vez en el episodio Simpsons Roasting on an Open Fire. En Hispanoamérica es doblado por Jorge Ornelas, y en España es doblado por Juan Perucho. Según aseguró en un capítulo es neerlandés, a pesar de que en otro capítulo su niño interior le habla en italiano, e incluso en otro capítulo afirmó ser medio armenio, aun así nunca queda claro. El nombre del personaje es un homenaje a Norm de la serie Cheers.
Hank Azaria declaró que la voz de Moe está basada en la voz de Al Pacino con la garganta inflamada. En sus primeras apariciones, Moe tenía pelo negro, no como en los capítulos actuales en los que tiene el pelo gris.

## Nombre y nacionalidad
El nombre completo de Moe es Maurice (pronunciado Moris) Lester Szyslak. Aparentemente es inmigrante, y se ha hecho referencia de que es italiano, ruso, armenio y, últimamente, neerlandés. En un capítulo dijo que había nacido en Indiana, en el capítulo The Springfield Connection Homer hace referencia a que su verdadero nombre sería Moammar. Su apellido, Szyslak, parece ser originario de Polonia. Él quiere esconder a toda costa que es inmigrante. Tanto, que en el capítulo en el que se quiere imponer una polémica ley en Springfield en la que se deporta a los inmigrantes -en que la familia Simpson ayuda a Apu a aprobar el examen para obtener su nacionalidad-, se puede observar a Moe en el examen con un bigote postizo y tapándose la cara, lo que claramente da a entender su condición de inmigrante.
En un episodio de la temporada 20, Moe menciona que se cambió el nombre para ahorrarse 300 dólares en el letrero de su taberna. En cuanto a sus ascendencias, Moe ha llegado a afirmar que sus abuelos eran irlandeses en, al menos, dos episodios (entre ellos, cuando Los Simpsons fueron a Irlanda, en el que señala que su abuelo lo era).

## Ocupación
Moe es el propietario y único barman de la Taberna de Moe, donde su trabajo se limita a servir cerveza Duff a la escasa clientela. Allí es donde, desde el principio, ha sido el blanco de las bromas telefónicas de Bart.  En varias ocasiones ha intentado reformar la Taberna de Moe, pero tanto "El restaurante familiar del tío Moe" como el innovador "M", han fracasado (en este último episodio se descubre que Moe fue un alumno sobresaliente en una academia de hostelería).
En el episodio Pygmoelian, Moe se convierte en actor. En The Homer They Fall se descubre que fue boxeador, y en el capítulo HOMR, un médico cirujano sin título profesional. También fue encantador de serpientes y actor en The Little Rascals, cuando era niño.
En el episodio Moe Baby Blues se convierte en el niñero de Maggie.
Forma parte también del cuerpo de bomberos de Springfield en el capítulo Crook and Ladder en el que la casa de Los Simpson se quema. En el episodio Homer Loves Flanders se revela que en secreto es voluntario leyendo historias para los niños en el Hospital y el día miércoles para los pobres en un centro de caridad, razón por la que ese día no abre su taberna.
Además, en un episodio se muestra como antes su taberna fue una heladería, sin embargo en la imagen en la que se mostraba, los niños no eran felices. También se le ha visto como estafador, poeta, imitador de Austin Powers, traficante de animales, jugador de bolos, prestamista e incluso cantando junto a Aerosmith.

## Relaciones sociales
Moe es un solitario empedernido, lo cual lo pone siempre al borde del suicidio. Es poco atractivo, flaco y gruñón (de hecho tuvo la cara retocada por cirugía estética esporádicamente para mejorar su imagen), aunque eso no le ha impedido encontrar fugazmente el amor. Tuvo una relación con una mujer llamada Renee, otra con la maestra Edna Krabappel y se le ha visto especialmente interesado en Marge Simpson, ya que aprovecha cada oportunidad que se le presenta para intentar conquistarla. Durante la reunión celebrada en la casa de los Simpson por motivo del entierro de Maude Flanders, Moe le afirma a Ned Flanders haberse sentido atraído por Maude.
No menos conflictiva es la relación con sus clientes de la Taberna: Barney Gumble, Homer Simpson, Lenny y Carl, entre otros.
En Moe Baby Blues, deprimido porque nadie le quiere, trata de suicidarse saltando desde un puente y al levantar los brazos para arrojarse atrapa a Maggie que había salido despedida del coche familiar tras un frenazo. Después del incidente se convertirá en su niñero y la figura paterna que tanto buscó en Homer y que nunca encontró.
En el episodio Eeny Teeny Maya Moe, encuentra de nuevo el amor en brazos de Maya, una mujer a quien conoció por internet y es tan linda como las fotos que le envió. Sin embargo, no llega al metro de altura, por lo cual Moe se siente extraño de presentarla con sus amigos y tiene una serie de conflictos que lo alejan de ella justo después de pedirle matrimonio. Sin embargo Maya volverá aparecer en The Wayz We Were, donde ella y Moe se reconcilian y Moe nuevamente vuelve a pedirle matrimonio a lo que Maya acepta esta vez, quedando ambos felizmente comprometidos.
En From Russia Without Love, Bart le juega una broma a Moe, ordenándole una esposa por correo llamada Anastasia Alekova, supuestamente proveniente de Rusia, de quien Moe se enamora, pero se hace renuente a involucrarse romanticámente con ella debido a que previamente le habían roto el corazón muchas veces, pero luego que Anastasia se fuera con Krusty el payaso, Moe decide casarse con ella, en la ceremonia se descubre que Anastasia era una estafadora estadounidense que buscaba quitarle sus bienes, ante a lo que Moe cancela la boda. 
En cuanto a su relación con Homer, suele ser amigo, pero es muy revoltoso, ya que siempre incita y grita cuando hay que debatir algo en grupo, dice ser amigo de Homer pero va contra él cuando está con otras personas. También ama a Marge, pero esto parece no importarle a Homer ya que Moe siempre falla en sus intentos, sabe muchas más cosas de ella.

## Actividades ilegales
Las acciones de Moe siempre están al filo de la ley: estuvo a punto de ser expulsado de Springfield por su condición migratoria. Ha organizado sesiones de ruleta rusa y traficado con animales (desde osos pandas hasta orcas). Ni siquiera tiene licencia para atender la taberna, ya que el permiso que ostenta está caducado desde 1979 y solo es válida en el estado de Rhode Island. Incluso le han hecho a lo largo de la serie inspecciones de sanidad a su bar debido a sus condiciones infrahumanas, haciendo que uno de esos inspectores (que era un amigo suyo) fuera envenenado por ingerir un huevo en mal estado, llegando un sustituto menos familiarizado con Moe que le cierra el local. En un episodio mira hacia abajo de la barra y por una pequeña rendija en donde se asoman dos ojos, a la vez que se oye "Tengo hambre". Participa en la violación de la Ley Seca de Springfield siendo él el principal suministrador de cerveza del pueblo (ayudado por Homer), mientras está prohibida. Además, es médico cirujano sin título ni carrera. También le robó la receta de una bebida alcohólica a Homer y le puso el nombre de "Flamming Moe" ("Flameado de Moe" en España y "Llamarada Moe" en Hispanoamérica).
En el capítulo The Seemingly Never-Ending Story se cuenta que Snake era un arqueólogo similar a Indiana Jones y que encontró un tesoro muy valioso, pero Moe se lo robó y cuando se dio cuenta dijo que se vengaría y así se convirtió en delincuente. Moe, al no poder irse con Edna, gasta las monedas del tesoro escuchando una y otra vez una canción en la fonola.
En el episodio Lost Verizon se revela que Moe tiene instalado un micrófono oculto en el sótano de la casa Simpson con el objetivo de espiar a Marge, ignorando que él mismo es espiado por el FBI de la misma manera.